# Liam Quaide

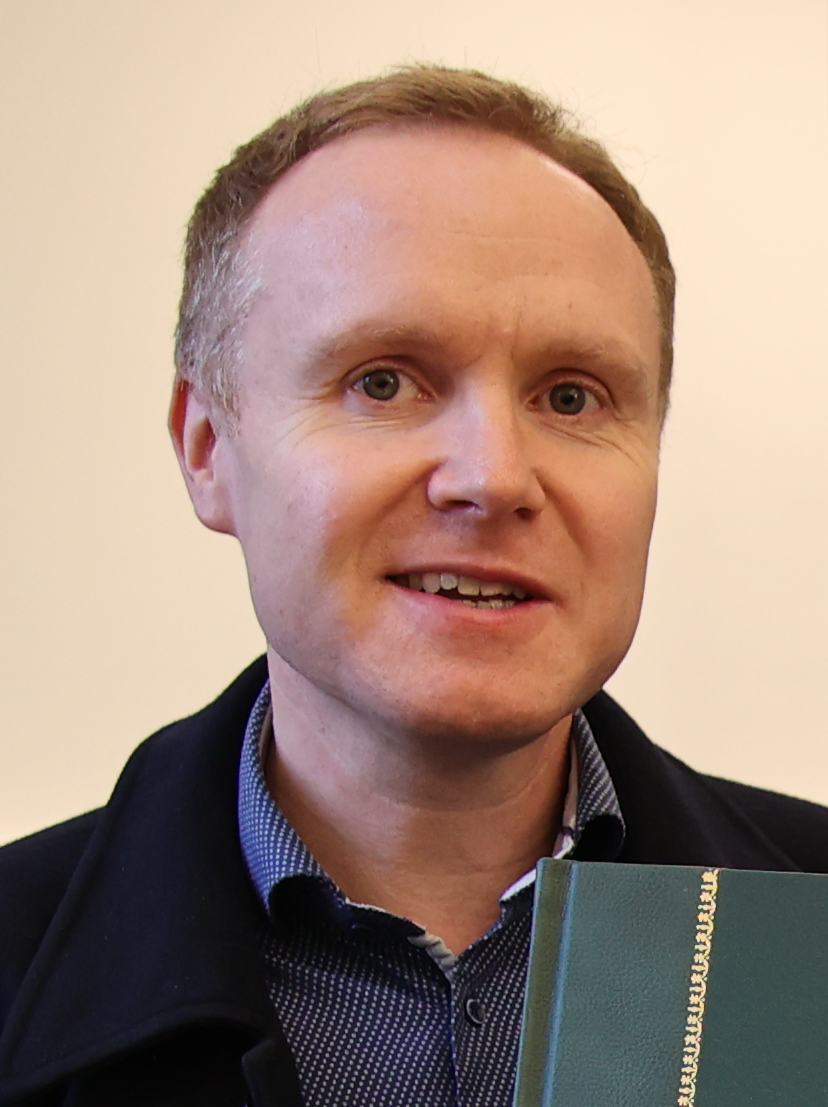
Liam Quaide (2023)

Liam Quaide (* 12. August 1979) ist ein irischer Politiker der Social Democrats (Daonlathaigh Shóisialta), der seit 2024 Mitglied (Teachta Dála) des Dáil Éireann, des Unterhauses des Parlaments (Oireachtas), ist.

## Leben
Liam Quaide studierte am University College Cork, erhielt einen Master of Arts in Kulturwissenschaften an der University of Galway und promovierte am Trinity College Dublin in klinischer Psychologie. Anschließend arbeitete er als klinischer Psychologe.
Quaide wurde 2019 für die Green Party in den Cork City Council gewählt. 2023 trat er aus der Green Party aus, weil sich diese nicht gegen die Schließung des Owenacurra Centre, einem Behandlungszentrum der psychischen Gesundheit, wehrte. Er trat zu den Social Democrats über. Erfolgreich war er bei den Wahlen zum Dáil Éireann 2024, als er im Wahlkreis Cork East antrat und einen Sitz errang.

## Privates
Liam Quaide ist seit 2012 mit Róisín Cuddihy verheiratet, mit der er eine Tochter und einen Sohn hat.